# Milan Pantić
Milan Pantić (Dragovo, 18 dicembre 1954 – Jagodina, 11 giugno 2001) è stato un giornalista serbo, ucciso mentre rientrava in casa da assalitori mai identificati.

## Biografia
Milan Pantić è nato il 18 dicembre 1954 in Dragovo, presso il comune di Rekovac in Serbia. La sua carriera giornalistica è iniziata con il settimanale New Way prima di diventare corrispondente per il quotidiano belgradese Večernje novosti. Nei suoi articoli Pantić  si è occupato spesso di casi di corruzione a Jagodina, città della Serbia centrale, in seguito ai quali ha ricevuto numerose minacce di morte. Secondo sua moglie, Zivka Pantić, il giornalista avrebbe ricevuto diverse minacce telefoniche come reazione ad alcuni dei suoi articoli.

## Omicidio
Pantić è stato ucciso nell'ingresso del palazzo dove abitava a Jagodina, intorno alle 8 del mattino dell'11 giugno 2001 mentre rientrava a casa. Pantić è stato assaltato alle spalle; gli assalitori gli hanno spezzato il collo e lo hanno violentemente colpito alla testa più volte con un oggetto contundente lasciandolo esanime a terra . Un testimone oculare ha affermato di aver visto un giovane sui 20-30 anni che indossava una maschera e una t-shirt nera correre per le scale sul luogo del delitto.
A distanza di 15 anni dalla morte di Pantić le indagini condotte non hanno portato alla luce i colpevoli dell'omicidio, tuttavia, Veran Matić, presidente della Commissione di indagine sul caso Pantić ha affermato che qualche progresso sul caso è stato fatto. A giugno 2016, Dunja Mijatović, rappresentante OSCE per la libertà dei media, ha richiamato le autorità serbe al proprio dovere di assicurare alla giustizia gli autori dell'omicidio di Pantić. Mijatović ha anche ricordato altri casi di omicidi di giornalisti su cui non è stata fatta chiarezza e i cui autori sono ancora liberi, come per il caso del giornalista  Slavko Ćuruvija, ucciso nel 1999, o Dada Vujasinović uccisa nel 1994.